# Чанаккале (вилает)
Вилает Чанаккале (на турски: Çanakkale ili) е вилает в северозападна Турция, с обща площ от 9817 квадратни километра. Според оценки на Статистическия институт на Турция към 31 декември 2019 г. населението на вилаета е 542 157 души. Поделя се на 12 околии. Административен център е град Чанаккале.
Подобно на вилает Истанбул, и този вилает се разпростира на два континента Европа и Азия. Европейската част се формира от полуостров Галиполи (на турски: Gelibolu, Гелиболу), а азиатската част, която е по-голяма, съдържа и историческия регион Троада в Мала Азия. Двете части на вилаета се разделят от протока Дарданели, свързващ Мраморно и Бяло море.
Останките на древна Троя са открити на територията на хълма Хисарлък.

## Административно деление
Вилает Чанаккале се поделя на 12 околии.
| Околия           | Площ (в км2) | Численост на населението | Численост на населението | Численост на населението | Гъстота на населението (в души/км2, към 31 декември 2019 г.) |
| Околия           | Площ (в км2) | 31 декември 2009 г.      | 31 декември 2013 г.      | 31 декември 2019 г.      | Гъстота на населението (в души/км2, към 31 декември 2019 г.) |
| Вилает Чанаккале | 9933         | 477 735                  | 502 328                  | 542 157                  | 54,58                                                        |
| Айваджък         | 870          | 30 144                   | 30 735                   | 33 356                   | 38,34                                                        |
| Байрамич         | 1100         | 30 807                   | 30 117                   | 29 400                   | 26,73                                                        |
| Бига             | 1300         | 80 849                   | 85 225                   | 90 418                   | 69,55                                                        |
| Бозджаада        | 37           | 2496                     | 2643                     | 2988                     | 80,76                                                        |
| Чан              | 880          | 50 960                   | 50 126                   | 48 461                   | 55,07                                                        |
| Еджеабат         | 430          | 9259                     | 9123                     | 8784                     | 20,43                                                        |
| Езине            | 770          | 32 353                   | 32 165                   | 30 660                   | 39,82                                                        |
| Галиполи         | 800          | 45 853                   | 43 345                   | 44 346                   | 55,43                                                        |
| Имброс           | 280          | 7057                     | 8830                     | 9440                     | 33,71                                                        |
| Лампсак          | 870          | 26 467                   | 25 661                   | 27 838                   | 32,00                                                        |
| Чанаккале        | 1000         | 125 231                  | 149 881                  | 184 631                  | 184,60                                                       |
| Йенидже          | 1500         | 36 259                   | 34 477                   | 31 835                   | 21,22                                                        |

## Население
Числеността на населението според оценките на Статистическия институт на Турция през годините – 432 263 (1990), 464 975 (2000), 489 298 (2011), 541 548 (2020).

## Политика
- Преобладаващи политически партии на местните избори през 1999 г., по околии:  Отечествена партия  Републиканска народна партия  Демократична лява партия  Партия на истинския път  Партия на националистическото действие
- Преобладаващи политически партии на местните избори през 2004 г., по околии:  Партия на справедливостта и развитието  Отечествена партия  Републиканска народна партия  Партия на националистическото действие
- Преобладаващи политически партии на местните избори през 2009 г., по околии:  Партия на справедливостта и развитието  Републиканска народна партия  Партия на националистическото действие
- Преобладаващи политически партии на местните избори през 2014 г., по околии:  Партия на справедливостта и развитието  Републиканска народна партия  Партия на националистическото действие
- Преобладаващи политически партии на местните избори през 2019 г., по околии:  Партия на справедливостта и развитието  Републиканска народна партия  Партия на доброто